# Titsey
Titsey – wieś i civil parish w Anglii, w Surrey, w dystrykcie Tandridge. W 2001 roku civil parish liczyła 90 mieszkańców. Titsey jest wspomniana w Domesday Book (1086) jako Ticesei.